# Alёša Pticyn vyrabatyvaet charakter
Alёša Pticyn vyrabatyvaet charakter (Алёша Птицын вырабатывает характер) è un film del 1953 diretto da Anatolij Michajlovič Granik.